# Stenstjärnet (Järnskogs socken, Värmland)
Stenstjärnet är en sjö i Eda kommun i Värmland och ingår i Göta älvs huvudavrinningsområde. Sjöns area är 0,011 kvadratkilometer och den befinner sig 250 meter över havet.